# 丹尼尔·塞曼
丹尼尔·塞曼（Daniel Seman，1979年1月1日—）是一名捷克职业冰球运动员，他现效力于捷克冰球超级联赛的HC Oceláři Třinec。他此前还在Tipos Extraliga的斯洛万·布拉迪斯拉发冰球俱乐部效力。